# Alf Sjöberg
Sven Erik Alf Sjöberg (Stoccolma, 21 giugno 1903 – Stoccolma, 16 aprile 1980) è stato un regista e attore svedese.

## Filmografia parziale
- Den starkaste (1929)
- A rischio della vita (Med livet som insats) (1940)
- Den blomstertid (1940)
- L'uomo che smarrì se stesso (Hem från Babylon) (1941)
- Strada di ferro (Himlaspelet) (1942)
- I cospiratori di Wismar (Kungajakt) (1944)
- Spasimo (Hets) (1944)
- Resan bort (1945)
- Iris fiore del nord (Iris och löjtnantshjärta) (1946)
- Solo una madre (Bara en mor) (1949)
- La notte del piacere (Fröken Julie) (1951)
- Barabba (Barabbas) (1953)
- Karin Månsdotter (1954)
- Vildfåglar (1955)
- Hamlet (1955) film per la televisione
- La sesta coppia fuori (Sista paret ut) (1956)
- Stängda dörrar (1959) film per la televisione
- Angeli alla sbarra (Domaren) (1960)
- Ön (1966)
- Fadern (1969)

## Riconoscimenti
Vincitore della Palma d'oro (ex aequo) al festival di Cannes del 1951 con La notte del piacere.
Ha ottenuto il riconoscimento nazionale svedese di "Opera teatrale del XIX secolo" con Barabba.
Guldbagge – 1966
Miglior regista – Ön